# Gigliotoscelis simulans
Gigliotoscelis simulans es una especie de mantis de la familia Amorphoscelidae.

## Distribución geográfica
Se encuentra en Ghana, Guinea, Camerún, Congo y  Togo.